# قورما
القاورما أو (الآورما)  هي نوع من الغذاء في بلاد الشام عموما وفي المناطق الجبلية منها خصوصا ، تعدّ من أسس المؤونة الشتوية. مكوناتها تجعلها مادة محفوظة حتى بدون استعمال الثلاجة كما تحتوي على وحدات حرارية عالية جدا مما يستحبه الجبليون في أيام الشتاء القارس.

## تحضيره
يتألف القورما من اللحم والشحوم والدهون بكميات عالية. يوضع الشحم والدهن في كعب وعاء للطبخ ثم تضاف قطع اللحمة الحمراء المقطعة إلى قطع صغيرة وتتبل بالملح والتوابل ويوضع الطبق فوق نار حتى يذوب الدهن وتنضج اللحم. يرفع ويوضع المزيج في وعاء للحفظ طويل المدة يسمى «المسمن».
تستعمل القورما وتؤكل بعد تسخينها. كما يمكن أن تستعمل في الطبخ. ومن أشهر استعمالاته في طبخ البيض المقلي أو بإضافته ساخنا فوق الحمص بطحينة الباردة.